# Селямет Кипчацький
Селямет мурза Кипчацький (пом. не раніше 1920 р.) — таврійський кадіаскер, заступник посади муфтія Криму (грудень 1916). Глава духовного правління та тимчасовий муфтій Криму (серпень 1919).

## Біографія
Походив із дворян Таврійської губернії із старовинного роду кримських мурз Кипчацьких. Великий таврійський землевласник. Закінчив Самарську класичну гімназію та Єлисаветградське кавалерійське училище. Служив офіцером у Кримському кінному полку. З 1901 року перебуває в запасі.
Почесними піклувальниками Сімферопольської татарської вчительської школи були кримськотатарські дворяни: губернський секретар Мемет Мурза Карашайський, депутат Держдуми, меценат, полковник Ісмаїл Муфтізаде (з 1891 по 1903 рік), надвірний радник і меценат Саїд-бей Булгаков, корнет запасу Селямет мурза Кипчацький.
З грудня 1916 обраний кадіаскером Криму та заступником вакантної посади муфтія, перемігши другого кандидата мулу Сеферша-Мурзу Карашайського. Ця духовна посада вперше заміщалася з 1883 року.
Уже 17 березня 1917 року в листі до таврійського губернського комісара він писав: «Не будучи наділеним шляхом вільних виборів довірою моїх одновірців і водночас пройнятий свідомістю високої важливості проголошених Тимчасовим урядом засад нового державного й суспільного устрою, я вважаю своїм моральним обов'язком скласти з себе посаду Таврійського магометанського кадіаскера, покладену на мене старим урядом, про що маю честь заявити Вам, пане комісаре, для належного з Вашого боку розпорядження». У листі від 3 червня 1917 року на ім'я таврійського губернського комісара повідомлялося: «Внаслідок відношення від 12 квітня цього року за № 13 Департамент духовних справ повідомляє <… > що Таврійський кадіаскер Селямет мурза Кипчацький указом Тимчасового уряду, звільняється з займаної посади».
У березні пройшов I Всекримський мусульманський з'їзд, на якому було засновано Тимчасовий Кримсько-Мусульманський виконавчий комітет (Мусвиконком), головою якого було обрано Номана Челебіджіхана. Одночасно він став першим муфтієм (тимчасовим) мусульман Криму, який не призначався Міністром внутрішніх справ, а був обраний шляхом голосування делегатів.
Під час зайняття Криму військами Збройних сил Півдня Росії 9 серпня за старим стилем 1919 року генерал Микола Шиллінг видав наказ про розпуск кримськотатарської Директорії та відновлення Таврійського магометанського духовного правління. З серпня 1919 року Селямет мурза Кипчацький — глава духовного правління та тимчасовий муфтій Криму.
Емігрував разом із Білою армією.